# Luciano Sgheiz
Luciano Sgheiz (Cólico, 20 de diciembre de 1941) es un deportista italiano que compitió en remo. Es hermano del también remero Romano Sgheiz.
Ganó dos medallas en el Campeonato Europeo de Remo, plata en 1963 y bronce en 1964.

## Palmarés internacional
| Campeonato Europeo | Campeonato Europeo       | Campeonato Europeo | Campeonato Europeo |
| Año                | Lugar                    | Medalla            | Prueba             |
| ------------------ | ------------------------ | ------------------ | ------------------ |
| 1963               | Copenhague (Dinamarca)   | Medalla de plata   | Cuatro sin timonel |
| 1964               | Ámsterdam (Países Bajos) | Medalla de bronce  | Cuatro sin timonel |